# Église Saint-Georges de Nördlingen
L'église Saint-Georges de Nördlingen est une église Luthérienne située dans la ville de Nördlingen en Bavière en Allemagne.
La tour de l'église, surnommée « le Daniel », est le symbole de cet édifice le plus haut de la ville. Elle comprend un observatoire.

## Historique
La construction a commencé au Moyen Âge en 1427 et s'est terminée en 1505.
L'église a été rénovée en 1977.

## Dimensions
Les dimensions de l'édifice sont les suivantes :

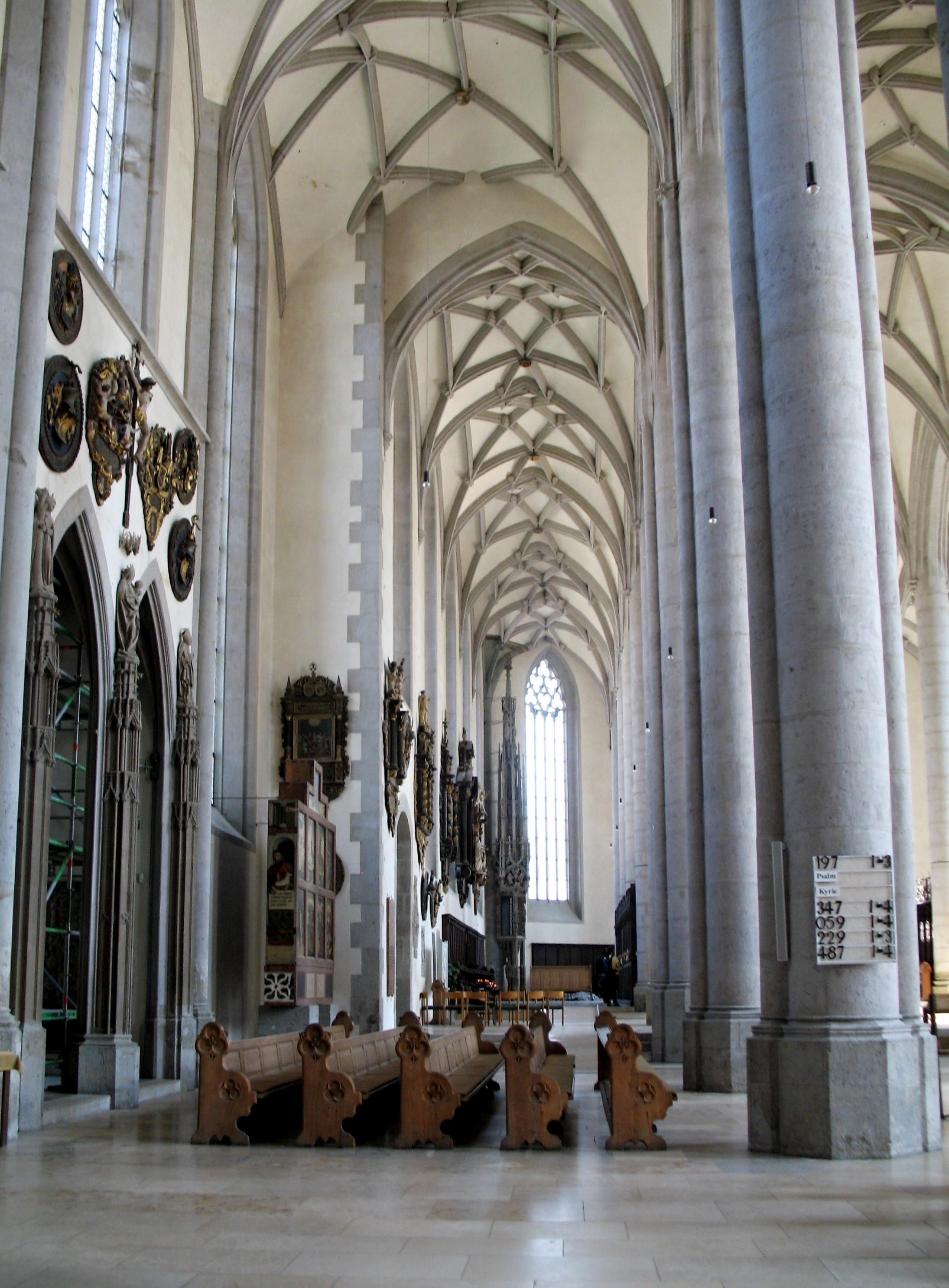
Intérieur de l'église

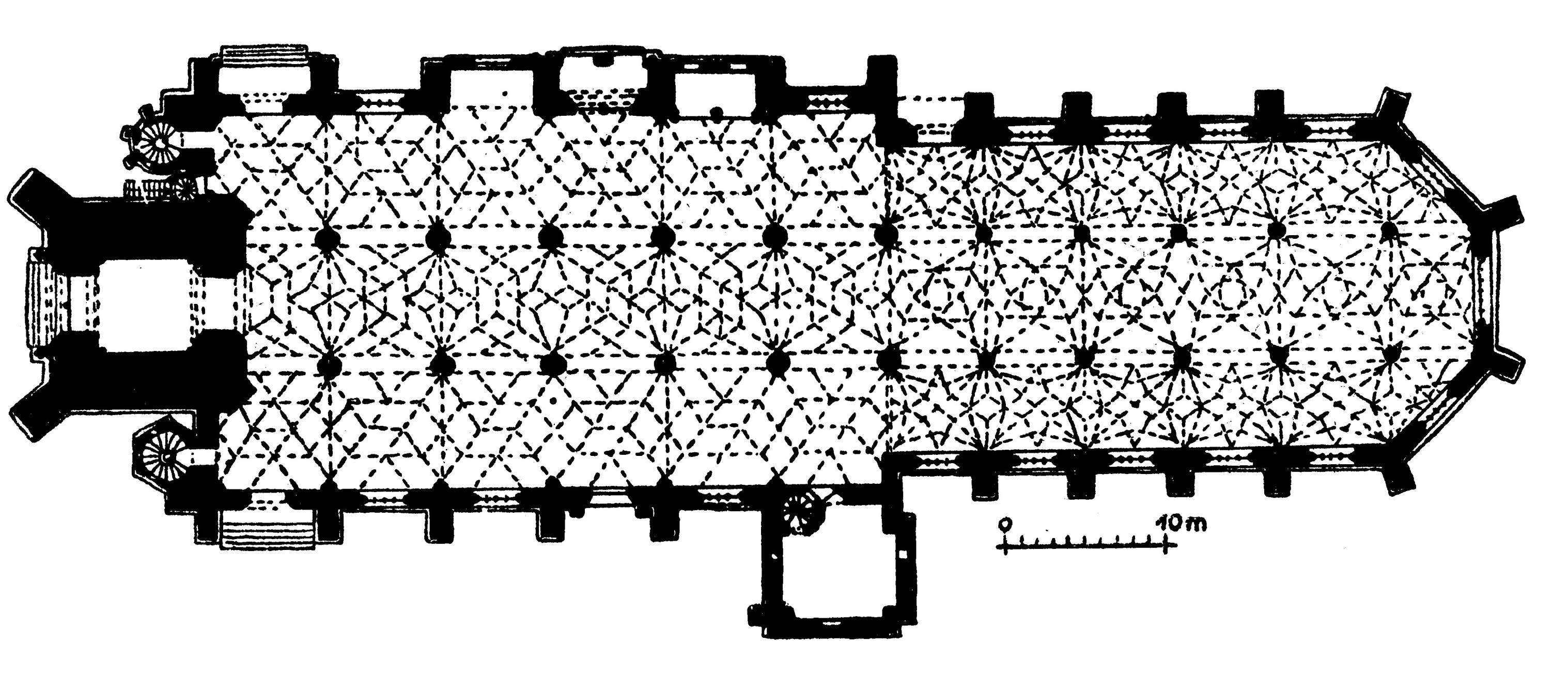
Plan

- Hauteur des trois nefs : > 20 m
- Hauteur de la tour : 89,9 m.
- Hauteur de l'observatoire : 70,30 m

## Référence
1. ↑  https://www.emporis.com/buildings/227761/st-georgskirche-noerdlingen-germany